# Hollie Smith
Hollie Smith (Auckland, 17 novembre 1972) è una cantautrice neozelandese.

## Biografia
Nel 1999, all'età di 16 anni, Smith ha registrato l'album di musica celtica Light From a Distant Shore, prodotto dal patrigno Steve McDonald, dopo aver vinto il premio come Miglior cantante femminile al National Jazz Festival in Nuova Zelanda.
Nel 2003 la cantante si è trasferita a Wellington  come membro del gruppo musicale TrinityRoots. Il gruppo ha registrato un album, Home, Land and Sea, supportato da un tour. Nel 2006 ha pubblicato il suo album di debutto, intitolato Long Player, che ha debuttato direttamente in prima posizione nella classifica degli album neozelandese e che è stato certificato due volte disco di platino nel paese. Nello stesso anno ha pubblicato il singolo Bathe in the River per la colonna sonora del film N. 2, che ha raggiunto la 2ª posizione nella classifica neozelandese dei singoli. Dopo un'assenza di diversi anni dall'industria musicale causata da problemi con la casa discografica, il disco Humor and the Misfortune of Others è uscito a marzo 2010, accompagnato da un tour nazionale. Ha esordito in vetta in Nuova Zelanda ed è stato certificato disco d'oro nel paese.
Nel 2011 è uscito un album collaborativo prodotto da Smith con Mara TK, membro degli Electric Wire Hustle, intitolato Band of Brothers Vol. 1, che ha esordito in 8ª posizione a livello nazionale. Nel 2012 è partita in tour con le cantanti Anika Moa e Boh Runga; l'anno successivo le tre hanno diffuso un album collaborativo, Anika Boh Hollie, classificatosi in 2ª  posizione in madrepatria, e hanno intrapreso un tour con il gruppo Fat Freddy's Drop.
A fine 2013 è stata scelta per esibirsi all'Australasian World Music Expo di Melbourne, per poi esibirsi l’anno successivo al prestigioso Montreal Jazz Festival. Nel luglio 2015 ha firmato un accordo con Warner Music Group (NZ), pubblicando l'anno seguente il disco Water or Gold, esordito in vetta in Nuova Zelanda e promosso da una tournée neozelandese e australiana.

## Discografia

### Album in studio
- 1999 – Light From a Distant Shore
- 2007 - Long Player
- 2010 - Humour and the Misfortune of Others
- 2011 – Band of Brothers Vol. 1
- 2013 – Peace of Mind
- 2016 – Water or Gold
- 2021 – Coming in from the Dark

### EP
- 2006 – Hollie Smith

### Singoli

#### Come artista principale
- 2008 – Sensitive to a Smile
- 2015 – Team Ball Player Thing
- 2015 – Lady Dee
- 2016 – Helena
- 2016 – Lead the Way
- 2016 – Water or Gold
- 2016 – Please

#### Come artista ospite
- 2006 – Bathe in the River (Mt Raskil Preservation Society feat. Hollie Smith)